# Hạ Quốc Cường
Hạ Quốc Cường (giản thể: 贺国强; phồn thể: 賀國強; bính âm: Hè Guóqiáng; sinh tháng 10 năm 1943) là một lãnh đạo cao cấp đã nghỉ hưu của Đảng Cộng sản Trung Quốc (CPC). Từ năm 2007 đến năm 2012, ông là Ủy viên Ban Thường vụ Bộ Chính trị Đảng Cộng sản Trung Quốc (PSC), hội đồng lãnh đạo cao nhất của Trung Quốc, Bí thư Ủy ban Kiểm tra Kỷ luật Trung ương Đảng Cộng sản Trung Quốc, cơ quan chống tham nhũng của Đảng. Trước đó, ông từng là Trưởng Ban Tổ chức Trung ương Đảng, Tỉnh trưởng Chính phủ Nhân dân tỉnh Phúc Kiến, Bí thư Thành ủy thành phố Trùng Khánh.

## Tiểu sử
Hạ Quốc Cường sinh năm 1943 ở Tương Hương, tỉnh Hồ Nam. Ông gia nhập Đảng Cộng sản Trung Quốc vào tháng 1 năm 1966 và gia nhập lực lượng lao động vào tháng 9 năm 1966. Ông tốt nghiệp khoa Hoá học vô cơ tại Học viện Kỹ thuật Hóa học Bắc Kinh, chuyên ngành về chất vô cơ và có bằng Kỹ sư cao cấp. Sau đó ông được phân công làm kỹ thuật viên tại bộ phận tổng hợp của Nhà máy Phân bón Hóa học Lunan ở tỉnh Sơn Đông. Trong suốt mười một năm công tác ở đây, ông là Bí thư chi nhánh đảng Nhà máy.
Sau đó ông trở thành một quan chức của ngành công nghiệp hóa chất của chính quyền tỉnh Sơn Đông, bắt đầu đảm nhận các chức vụ cao cấp của chính quyền địa phương, năm 1987, được bổ nhiệm làm Bí thư Thành phố Tế Nam, tỉnh lỵ của tỉnh Sơn Đông, Ủy viên Ủy ban Thường vụ Tỉnh ủy Sơn Đông. Năm 1991, ông được bổ nhiệm làm Thứ trưởng Bộ Công nghiệp Hóa chất.
Tháng 10 năm 1996, ông được chuyển đến công tác tại tỉnh Phúc Kiến, giữ chức phó Tỉnh trưởng, sau đó tiếp tục được bổ nhiệm giữ chức Tỉnh trưởng Chính phủ Nhân dân tỉnh Phúc Kiến từ năm 1997 đến năm 1999. Vào tháng 6 năm 1999, ông được bổ nhiệm làm Bí thư Thành ủy Trùng Khánh, và công tác ở đây cho đến năm 2002. Cùng năm, ông trở nên nổi tiếng trong nước, khi trở thành Trưởng Ban Tổ chức Trung ương Đảng Cộng sản Trung Quốc.
Ông được đề cử là Ủy viên Ban Thường vụ Bộ Chính trị Đảng Cộng sản Trung Quốc tại Đại hội Đảng Cộng sản Trung Quốc lần thứ 17 diễn ra vào tháng 10 năm 2007, đứng đầu Ủy ban Kiểm tra Kỷ luật Trung ương, chịu trách nhiệm giữ gìn kỷ luật, chỉ đạo công tác thúc đẩy phòng chống tham nhũng trong các cơ quan, thay thế ông Ngô Quan Chính. Ông từng được Tổng Bí thư Hồ Cẩm Đào chỉ đạo đến khắc phục hậu quả các khu vực chịu thiệt hại sau thảm họa động đất ở Tứ Xuyên năm 2008.

## Gia đình
Con trai cả của ông là Hạ Cẩm Đào (贺锦涛; sinh ngày 7 tháng 6 năm 1971), là một cựu chiến binh, sau trở thành một nhà kinh doanh.
Con trai thứ hai của ông là Hạ Cẩm Lôi (贺锦雷), Phó chủ tịch công ty đầu tư Ngân hàng Phát triển Trung Quốc, CDB Capital. Các bà vợ và con của cả hai con trai ông Hạ Quốc Cường được cho là sống ở vùng Vịnh San Francisco của Hoa Kỳ.